# ساردوئيه (مقاطعة فارياب)
ساردوئيه (بالفارسية: ساردوئیه) هي قرية تقع في البلدة المركزية في إيران. يقدر عدد سكانها بـ 204 نسمة .